# Amplirhagada astuta
Amplirhagada astuta é uma espécie de gastrópode  da família Camaenidae.
É endémica da Austrália.